# Charissa
Charissa är ett släkte av fjärilar som beskrevs av Curtis 1826. Charissa ingår i familjen mätare.
Släktet innehåller bara arten Charissa obscurata.

## Bildgalleri

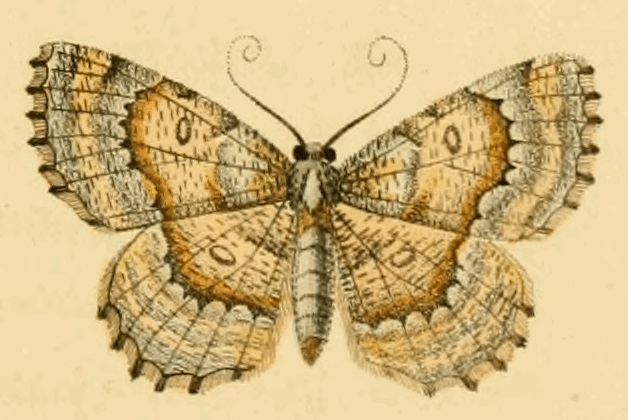
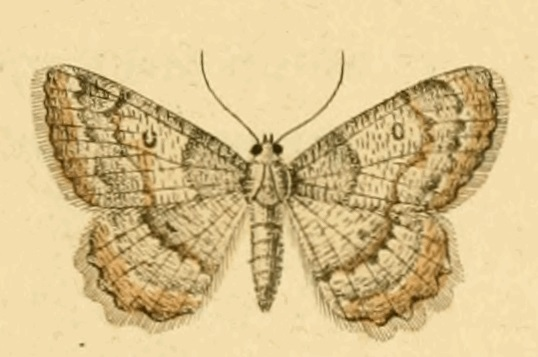